# Жюстиньяк
Жюстинья́к (фр. Justiniac) — коммуна во Франции, находится в регионе Окситания. Департамент коммуны — Арьеж. Входит в состав кантона Савердён. Округ коммуны — Памье.
Код INSEE коммуны — 09146.

## Население
Население коммуны на 2008 год составляло 50 человек.
| 1806 | 1851 | 1856 | 1901 | 1921 | 1946 | 1962 | 1968 | 1975 | 1982 | 1990 | 1999 | 2008 |
| ---- | ---- | ---- | ---- | ---- | ---- | ---- | ---- | ---- | ---- | ---- | ---- | ---- |
| 220  | 299  | 258  | 183  | 155  | 99   | 43   | 60   | 46   | 36   | 53   | 58   | 50   |

## Экономика
В 2007 году среди 35 человек в трудоспособном возрасте (15—64 лет) 27 были экономически активными, 8 — неактивными (показатель активности — 77,1 %, в 1999 году было 65,7 %). Из 27 активных работали 24 человека (15 мужчин и 9 женщин), безработных было 3 (1 мужчина и 2 женщины). Среди 8 неактивных 5 человек были учениками или студентами, 2 — пенсионерами, 1 был неактивным по другим причинам.